# 自由黒人
自由黒人（じゆうこくじん、フリーネグロ (free negro) フリー・ブラック (free black)など）は、アメリカの歴史において、法的に奴隷ではない黒人という地位にあった人々を指す。
多くの黒人は17世紀からのイギリスによるアメリカの植民開発時代から奴隷として連れられてこられたが、一部は奴隷ではなく仕事のためアメリカに来た黒人や、主人から解放されたり、仕事をやめた黒人、白人やネイティブ・アメリカンとの間に生まれた子供や逃亡奴隷などは自由黒人という地位にあった。
自由黒人という地位であっても黒人法などにより奴隷のように行動などが規制されていた。